# Sahathor
Sahathor was farao tijdens de 13e dynastie uit de Egyptische oudheid.

## Biografie
Sahathor regeerde tussen zijn broers in, zijn oudste broer Neferhotep I en Sobekhotep IV. Hij regeerde een kleine periode, en is opgetekend in de inscripties in de Sehel en Wadi Hammamat. Beelden zijn van hem bekend in de tempel van Hekaib op het eiland Elephantine ten zuiden van Egypte.
Volgens de koningslijst van Turijn heeft hij nog geen jaar, een onbekend aantal maanden en drie dagen geregeerd. Op de Koningslijst van Karnak ontbreekt Sahathor.